# Mercedes-Benz T80
Mercedes-Benz T80 – niemiecki samochód wyścigowy, wyprodukowany w 1939 roku w celu pobicia rekordu prędkości na lądzie. Planowana prędkość to 750 km/h. Z powodu wybuchu II wojny światowej próba bicia rekordu planowana na początek 1940 roku nie doszła do skutku. Obecnie eksponat stuttgarckiego muzeum Mercedes-Benz.
Napędzany przez opracowany na bazie jednostek lotniczych silnik V12 DB 603 RS o pojemności 44,5 litra, masie 807 kg i mocy 3500 KM przy 3640 obr./min, który zasilany był za pomocą mieszanki metanolu, etanolu, acetonu, nitrobenzenu, paliwa lotniczego i eteru.